# Coloratura

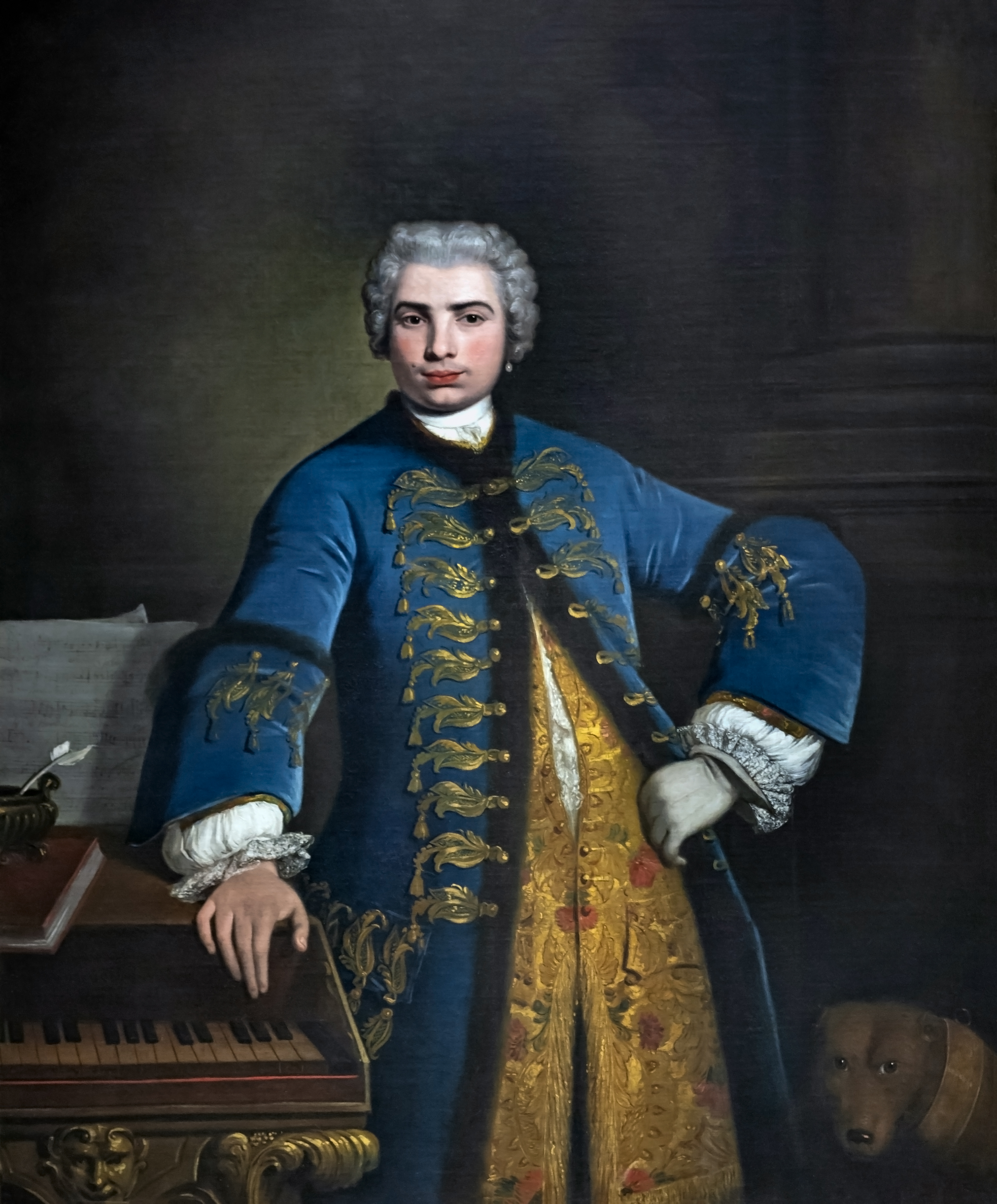
Personne représentée : Farinelli – Carlo Broschi, surnommé Farinelli castrat napolitain du XVIIIe

En musique classique, le terme coloratura (du latin « colorare » qui signifie « orner ») qualifie une voix virtuose apte à réaliser des vocalises complexes au sein d'un répertoire richement orné : trilles, arpèges, notes piquées, etc. Il est également employé fréquemment sous les formes francisées colorature ou coloratoure.
Ce type de spécialisation vocale est apparu au XVIIe siècle en même temps que l'opéra et s'est développé aux siècles suivants, propagé par les castrats du XVIIIe siècle, et les prime donne du XIXe siècle dans les fameux « airs de bravoure ». Même si par la suite, le mot coloratura a pu être plus ou moins généralisé à l'ensemble du chant classique, profane aussi bien que sacré, il désigne avant tout l'une des caractéristiques du bel canto italien.
Théoriquement, le mot pourrait être appliqué à tout type vocal, masculin aussi bien que féminin, capable d'aborder ce genre de répertoire. Depuis la disparition des castrats, cependant, ce terme a été habituellement associé aux seules voix féminines légères (soprano et mezzo-soprano essentiellement). Par extension, la colorature désigne une voix de femme, particulièrement souple et étendue, spécialiste du chant lyrique orné. Le terme est souvent employé à tort pour désigner la catégorie la plus aiguë des sopranos dont la cantatrice française Mado Robin (surnommée par les Américains « the French stratospheric colorature ») fut le symbole dans les années 1940-1950.
Exemples de rôles de colorature :
- Aria Agitata da due venti dans l'opéra La Griselda de Vivaldi
- Airs de La Reine de la nuit dans La Flûte enchantée de Mozart (soprano dramatique coloratura) ;
- Zerbinette dans Ariadne auf Naxos de Richard Strauss (soprano dramatique colorature) ;
- Lucia dans Lucia di Lammermoor de Gaetano Donizetti (soprano lirico-spinto ou dramatique coloratura) ;
- Rosina dans Il barbiere di Siviglia de Rossini (mezzo-soprano coloratura) ;
- Air des clochettes de Lakmé dans Lakmé de Léo Delibes (soprano léger ou lyrique colorature).

## Discographie
- Coloratura spectacular : Airs pour voix colorature par Joan Sutherland, Sumi Jo et Marilyn Horne, Decca, 1998 - Compilation.
Extraits d'Attila (Verdi), Les Contes d'Hoffmann (Offenbach), Le Domino noir (Auber), Semiramide (Rossini), Lucrezia Borgia (Donizetti), I puritani (Bellini), La donna del lago (Rossini) ; Concerto for Coloratura & Orchestra (Gliere), etc.
- Mado Robin, soprano colorature, la voix la plus haute du monde, Ultreia, Dom Disques, 2008.
Extraits de Rigoletto (Verdi), Il barbiere di Siviglia (Rossini), Lakmé (Delibes), Mireille (Gounod), Lucia di Lammermoor (Donizetti), etc.